# デボラ・コンパニョーニ
デボラ・コンパニョーニ（Deborah Compagnoni、1970年6月4日 - ）は、イタリア・ロンバルディア州ボルミオ出身の女子アルペンスキー選手。男子アルペンスキーのアルベルト・トンバにちなんで「女トンバ」と呼ばれた。

## 経歴
1992年アルベールビルオリンピックのアルペンスキー女子スーパー大回転で金メダルを獲得。しかし翌日の大回転で大ケガを負い左膝の靭帯を痛めるが克服。以後は滑降などの高速系種目を離れ、技術系の種目に専念。
開会式でイタリア選手団の旗手を務めた1994年リレハンメルオリンピックは、スーパー大回転では大きなミスを犯して17位となり連覇を逃したが、得意の大回転で2位に1秒22の大差をつけて優勝。1998年長野オリンピックの大回転でも2位に1秒80の大差をつけて優勝し、アルペン史上初の3大会連続金メダルに輝いた。回転では1位と0.06秒差で金メダルを逃した。
たび重なるケガや病気を克服したことでも知られる。ひざは4回手術し、腎臓の伝染病にかかったこともある。1990年には腸閉塞で死にかけたこともある。1999年3月に現役を引退。アルペンスキー・ワールドカップでは通算16勝。
引退後の2000年秋、ベネトン創設者で会長のルチアーノ・ベネトンの息子アレッサンドロ・ベネトンと結婚。3人の子供がいる。
2006年トリノオリンピックの開会式では、最終聖火ランナーの一つ前の引き継ぎを担当。（最終点火者は冬季五輪で10個のメダルを獲得した女子ノルディックスキー選手ステファーニア・ベルモンド。）